# 348 TCN
348 TCN là một năm trong lịch La Mã.